# دیگو میلیتو
دیِگو آلبرتو میلیتو (به اسپانیایی: Diego Alberto Milito) (زادهٔ ۱۲ ژوئن ۱۹۷۹) بازیکن سابق فوتبال اهل آرژانتین است.
میلیتو مهاجم تیم ملی آرژانتین و بهترین گلزن اینتر در فصل رؤیایی ۱۰–۲۰۰۹ بود. او یک مهاجم نوک کلاسیک صاحب سبک بود که آمار بیش از یک گل در دو بازی را در ۱۰ سال دوران بازی‌اش به‌جا گذاشت. میلیتو بخاطر شباهتش با انزو فرانچسکولی، مهاجم افسانه‌ای اروگوئه، از سوی آرگاتینو آردی، تهیه‌کننده معروف ایتالیایی، لقب شاهزاده را دریافت کرد.

## دوران باشگاهی

### راسینگ کلوب ۲۰۰۳–۱۹۹۹
دیگو میلیتو فوتبال را به صورت حرفه‌ای از سال ۱۹۹۹ در راسینگ کلوب آرژانتین آغاز کرد و در سال ۲۰۰۱ قهرمان آپرتورا شد. در آن سال‌ها برادرش گابریل در ایندیپندنته که رقیب سنتی راسینگ کلوب بود، بازی می‌کرد.

### جنوآ ۲۰۰۵–۲۰۰۴
در آغاز سال ۲۰۰۴ میلیتو به جنوآ که در سری ب بازی می‌کرد پیوست. بعد از دو فصل موفق که در ۵۹ بازی ۳۳ گل به ثمر رساند، جنوآ بعلت تبانی به سری سی سقوط کرد و دیگو به تیم برادرش گابریل میلیتو یعنی ساراگوسا پیوست.

### ساراگوسا ۲۰۰۸–۲۰۰۵
میلیتو باز هم استعداد گلزنیش را در پیروزی ۱–۶ ساراگوسا برابر رئال مادرید با زدن ۴ گل به رخ کشید. او در اولین فصل حضورش با ۱۶ گل بهترین گلزن تیمش شد. او در فصل ۰۷–۲۰۰۶ با دو گل کمتر از فان نیستلروی با ۲۳ گل زده جایزۀ پیچیچی را به‌دست نیاورد ولی سومین گلزن برتر اروپا شد؛ در حالی‌که تنها ۳ گل کمتر از توتی - برنده کفش طلا - به ثمر رسانده بود. فصل بعد با کاپیتانی دیه‌گو میلیتو آغاز شد و او باز هم میانگین بیش از ۱ گل در هر ۲ بازی را تکرار کرد و در ۱۰۶ بازی ۵۳ گل به‌ثمر رساند.

### جنوآ ۲۰۰۹–۲۰۰۸
در روز ۱ سپتامبر ۲۰۰۸ تنها دقایقی پیش ار پایان دوره نقل و انتقالات میلیتو درحالیکه دو پیشنهاد از تیم‌های بزرگ اروپایی داشت به تیم سابقش پیوست. اوج نمایش او در پیروزی ۲–۰ برابر میلان بود. اولین هت تریکش را در بازی برابر رجینا انجام داد. او در ۳۱ بازی ۲۴ گل انجام داد و پشت سر زلاتان ابراهیموویچ دومین گلزن برتر سری آ شد.

### اینتر ۲۰۱۴–۲۰۰۹

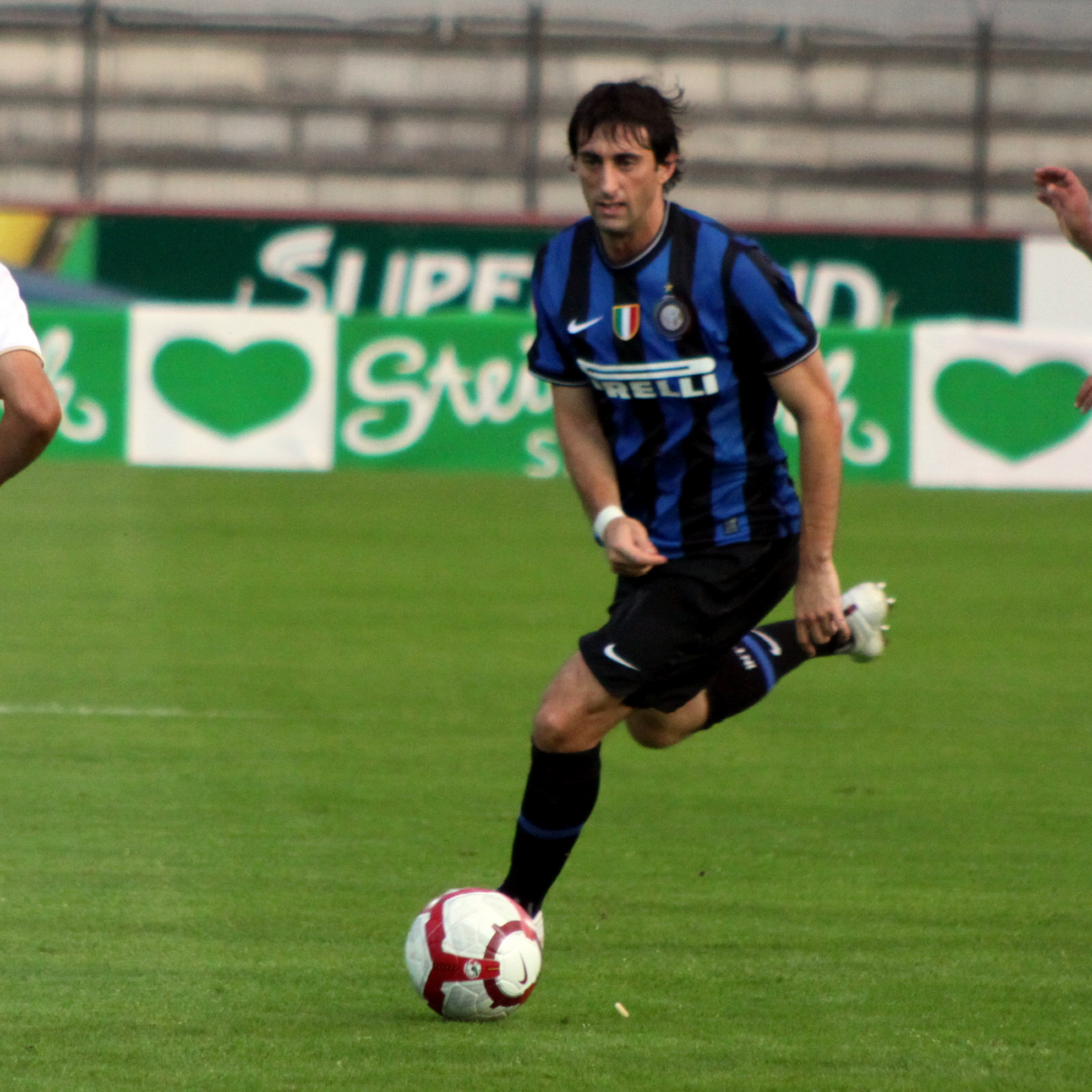
دیگو میلیتو در حال بازی در مسابقه فوتبال ۲۰۰۹

در روز بیستم می ۲۰۰۹ دیگو میلیتو و تیاگو موتا در ازای بونوچی، بولزونی، آکوافرسکا، مگیرونی و مقداری پول به اینتر پیوستند. میلیتو زود با اینتر هماهنگ شد و در دربی تاریخی ۴–۰ برابر میلان یک گل زد و دو پاس گل داد. دو گل میلیتو در بازی برابر کالیاری او را دارای بیشترین میانگین گلزنی در تاریخ سری آ (با میانگین ۰٫۸) کرد. در مرحله ۱/۸ نهایی لیگ قهرمانان اروپا برابر چلسی اولین گل بازی را در دور رفت به ثمر رساند و از عوامل اصلی صعود اینتر بود. میلیتو همچنین گل سوم اینتر برابر بارسلونا درمرحله نیمه نهایی که در واقع گل صعود اینتر بود را به ثمر رساند. گل او برابر رم در فینال کوپا ایتالیا، تک گلش برابر سیه‌نا در هفته آخر سری آ و دو گل او در فینال لیگ قهرمانان اروپا باعث شد که علاوه بر قهرمانی در لیگ قهرمانان اروپا، اینتر اولین و تنها تیم ایتالیایی باشد که در یک فصل به سه‌گانه دست می‌یافت. او در ۳۵ بازی که تاکنون برای اینتر انجام داد ۲۲ گل زده‌است.

## تیم ملی
او در دوران اوج مهاجمان آرژانتین بازی می‌کرد و نیمکت‌نشین بزرگانی چون ارنان کرسپو بود. در سال ۲۰۰۳ در اولین بازی ملی‌اش دو گل زد ولی ۴ سال به تیم ملی دعوت نشد. در کوپا ۲۰۰۷ عضو تیم ملی بود و در جام جهانی ۲۰۱۰ فرصت طلب‌ترین مهاجم جهان مورد غضب مارادونا بود و دقایق چندانی برای بازی به او نرسید.

## زندگی شخصی
همسر او سوفیا نام دارد و او دارای دو پسر است.
او برادر گابریل میلیتو بازیکن سابق آرژانتین است.